# Полом (приток Ути)
Полом — река в России, протекает в Красногорском районе Удмуртии. Правый приток реки Уть. Длина реки составляет 14 км, площадь водосборного бассейна 93 км².

## География
Исток реки на Красногорской возвышенности к северу от деревни Большой Полом. Река течёт на юг, на реке расположены деревни Большой Полом и Бухма. Притоки — Бухма, Раменка (правые). Устье реки находится у деревни Большие Чуваши в 74 км по правому берегу реки Уть.

## Данные водного реестра
По данным государственного водного реестра России относится к Камскому бассейновому округу, водохозяйственный участок реки — Вятка от водомерного поста посёлка городского типа Аркуль до города Вятские Поляны, речной подбассейн реки — Вятка. Речной бассейн реки — Кама.
По данным геоинформационной системы водохозяйственного районирования территории РФ, подготовленной Федеральным агентством водных ресурсов:
- Код водного объекта в государственном водном реестре — 10010300512111100038729
- Код по гидрологической изученности (ГИ) — 111103872
- Код бассейна — 10.01.03.005
- Номер тома по ГИ — 11
- Выпуск по ГИ — 1